# マスカディンブドウ
マスカディンブドウ(英: muscadine、または Vitis rotundifolia) は、米国のデラウェアからフロリダを含む東南部から、南部中央のテキサスやオクラホマにかけて自生し、また、栽培されているブドウである。
16世紀から栽培されており、温暖で湿度が高い土地の気候によく適応している。

## ワイン
マスカディン·ワインは製造過程においてかなりの量の砂糖が添加される。米国BATFの規則では体積で最大35%を超えない量の改善剤 の使用が許可されている。 多くのマスカディン·ワインは甘口である。

## ポリフェノール
各部位に含まれるポリフェノール
- 果皮 - エラグ酸、ミリセチン、クェルセチン、ケンペロール、レスベラトロール
- 葉 - ミリセチン、エラグ酸、ケンペロール、クェルセチン、没食子酸
- 種子 - 没食子酸、カテキン、エピカテキン